# Comitatul Benzie, Michigan
Comitatul Benzie, conform originalului din engleză Benzie County, este unul din cele 72 de comitate din statul Michigan din Statele Unite ale Americii.
Parte a zonei micropolitane Traverse City, comitatul avea în anul 2000, o populație de 15.998 de locuitori, o creștere de circa 31% față de recensământul din anul 1990, Census 1990, care înregistrase 12.212 locuitori. Sediul comitatului este localitatea Beulah GR6.
Numele "Benzie" este derivat din expresia franceză Riviere Aux-Bec Scies ori "râul rațelor cu cioc tăios" (bec-scie). Americanii au alterat pronunția numelui râului, care a devenit cunoscut ca "Betsie River". O alterare similară a determinat ca numele să devină "Benzie". Comitatul a fost fondat inițial în 1863 și apoi organizat în 1869. La o suprafață de 321 mi² (sau 831 km²) uscat, Comitatul Benzie este cel mai mic ca suprafață din cele 83 de comitate ale statului Michigan, având totodată o suprafață de apă de circa 1.393 km2.

## Geografie
Conform Census 2000, comitatul avea o suprafață totală de 2.225,51 km2 (sau 859.64 sqmi), dintre care 831,86 km2 (ori 321.31 sqmi, sau 37.38%) reprezintă uscat și restul de 1.393,75 km2 (sau 538.32 sqmi, ori 62.62%) este apă.

### Drumuri importante
- Drumul național  US 31 intră în comitat dinspre sud, trece prin Benzonia și Beulah, pe partea sudică a lacului Crystal, înaite de a părăsi comitatul prin partea sa estică.

### Comitate adiacente
- Comitatul Leelanau—nord
- Comitatul Grand Traverse—est
- Comitatul Manistee—sud
- Comitatul Kewaunee, statul  Wisconsin—sud-vest
- Comitatul Door, Wisconsin—nord-vest

## Demografie
Conform datelor furnizate de recensământul Statelor Unite din anul 2000, populația comitatului fusese de 12.212 locuitori în 1990.
|  | Graficele sunt indisponibile din cauza unor probleme tehnice. Mai multe informații se găsesc la Phabricator și la wiki-ul MediaWiki. |

Date: Wikidata - grafică realizată de Wikipedia

## Localizări istorice
Există opt locuri istorice în comitat 
- Benzonia College
- Benzonia Congregational Church
- Bruce Catton
- Car Ferries on Lake Michigan
- Joyfield Cemetery
- Marquette's Death
- Mills Community House
- Pacific Salmon

## Orașe (cities), sate (villages) și cantoane/districte (townships)
| Orașe (Cities) - Frankfort | Sate (Villages) - Benzonia - Beulah - Elberta | - Honor - Lake Ann - Thompsonville | Localități neîncorporate (Unincorporated places) - Bendon |

Cantoane/Districte (Townships)
| - Almira Township - Benzonia Township - Blaine Township | - Colfax Township - Crystal Lake Township - Gilmore Township | - Homestead Township - Inland Township - Joyfield Township | - Lake Township - Platte Township - Weldon Township |

Localități dispărute (Ghost towns)
- Comitatul Benzie are un număr de localități dispărute (Ghost towns) conform referințelor.[6]

| - Almira - Allyn Station - Aral - Bendon - Cedar Run - Edgewater | - Gilmore - Grant House - Homestead - Inland - Joyfield | - Kentville - Melva - Osborn - Oviat - Platte River | - Platte - Pratts - South Frankfort - Stormer - Success - Wallin - Weldon |